# Bulgan (Ömnögovi)
Pour les articles homonymes, voir Bulgan.
Le sum de Bulgan (mongol : ᠪᠤᠯᠠᠭᠠᠨ
ᠰᠤᠮᠤ, cyrillique : Булган сум, MNS : Bulgan sum) est situé dans l'aïmag (ligue) de Ömnögovi, en Mongolie. Sa population était de 2 395 habitants en 2009.